# Riparian Plaza
Riparian Plaza  — другий за висотою хмарочос Брисбена, Австралія. Висота 53-поверхового будинку становить 200 метрів, з урахуванням антени висота становить 250 метрів. Будівництво було завершено в 2005 році. Перші 11 поверхів займає автомобільна стоянка ще 25 поверхів займають офіси і останні 12 поверхів займають 50 пентхаусів, на 39 поверсі розташований басейн, а на останньому Сіана бар.
Хмарочос збудовано за проектом австралійського архитектора Гері Зайдлера (Harry Seidler) та інженерно-конструкторського бюро 'Robert Bird Group'.
У жовтні 2007 році Riparian Plaza виграв головний приз щорічної австралійської національної премії комерційної архітектури. У 2008 році будинок став головним переможцем премій 'Rider Levett Bucknall' / Нерухомість Австралії та премії австралійської Ради нерухомості у змішаному розряді.